# Tarnawa Dolna (Województwo małopolskie)
Tarnawa Dolna – er en landsby ved Tarnawkaåen i Beskiderne i det sydlige Polen i voivodskabet małopolskie. Landsbyen ligger i Zembrzyce Kommune som hører til Sucha Beskidzka powiat. Indbyggertal 1500.

## Historie
I årene 1772-1918 var Tarnawa Dolna en landsby i det østrigske Galicien i Wadowice distriktet. Fra 1867 hørte landsbyen under Żywiec Herred og fra 1891 under Wadowice Herred. I 1880 havde landsbyen 281 huse med 1862 beboere. I 1890: 292 huse og 2104 beboere, heraf 1007 mænd og 1097 kvinder. I landsbyen var der to kroer, et gods og en stenkirke bygget i 1880 hvor der tidligere var et kapel. Kapellet blev bygget i 1845 af Jan Wielopolski. Til kapellet hørte en præst, som var underordnet provsten i Mucharz. Landsbyen havde også en skole. Tarnawa Dolna var i denne periode i besiddelse af Grev Branicki.
I slutningen af 1800- og i begyndelsen af 1900-tallet udvandrede flere af beboerne til USA. I 1939 var landsbyen besat af tyske tropper og indlemmet i det Tredje Rige (grænsen til Generalguvernementet lå på Skawafloden øst for landsbyen). Tyskerne havde ændret landsbyens oprindelige polske navn til noget mere tysk, som faktisk var en direkte oversættelse af det polske navn: Nieder Tarnau. Under 2. verdenskrig har tyskerne deporteret de fleste beboere i landsbyen til koncentrations- og arbejdslejre i Tyskland. På samme tidspunkt blev Tarnawa Dolna koloniseret af tyske indvandrere fra Østeuropa som boede i landsbyen indtil 1945 hvor Tyskland tabte krig. I årene 1945-1975 hørte landsbyen til Kraków Amt, senere frem til 1998 til Bielsko-Biała Amt. Den 22. februar 1959 besøgte den daværende biskop af Kraków, Karol Wojtyła, den senere pave Johannes Paul 2., landsbyen.

## Seværdigheder
- Skt Johannes kirke – den nuværende bygning blev bygget i årene 1878-1882.
- Kapel – bygget i 1910[5].